# Politikvermittlung
Als Politikvermittlung bezeichnet man in der Kommunikationswissenschaft eine meist unidirektionale Kommunikationsart, bei der Akteure des politischen Systems politische Inhalte kommunizieren. In einer repräsentativen Demokratie dient Politikvermittlung insbesondere dazu, der Bevölkerung aktuelle politische Handlungen nahezubringen und somit eine implizite Legitimation dieser Handlungen zu erreichen. Im Gegensatz zur Politischen Bildung ist das Ziel hierbei zumeist, den Adressaten von der eigenen Sichtweise zu überzeugen.

## Formen der Politikvermittlung

### Persönlich
Die Bedeutung der persönlichen Kommunikation zwischen politischen Akteuren und Adressaten in der Politikvermittlung ist sehr situationsabhängig. Während sie eine personalisierte und somit deutlich effektivere Vermittlung von Inhalten ermöglicht, ist die geringe Reichweite von Nachteil.
Eine Studie der Bertelsmann-Stiftung führte Defizite in der Kommunikation der deutschen Bundesregierung insbesondere auf eine mangelhafte Einbindung der Parteien und des Parlaments zurück. Ein solches Ausbleiben von persönlicher Kommunikation führe demnach dazu, dass sowohl Abgeordnete als auch die Parteibasis von Maßnahmen erst in Massenmedien erfahren. Diese Entwicklung wird für zunehmende Demokratieunzufriedenheit verantwortlich gemacht.

### In traditionellen Medien
Tageszeitungen und Fernsehen sind heute die bedeutendsten Kanäle zur politischen Kommunikation, Radiosender spielen hingegen eine geringere Rolle.
Eine genaue Rollenverteilung ist aber nicht allgemein zu erkennen. Während etwa in Österreich der auflagenstarken Kronen Zeitung ein hoher Einfluss auf die politische Meinungsbildung zugesprochen wird, gehen die Politikwissenschaftler Ulrich Sarcinelli und Jens Tenscher von einer hervorragenden Bedeutung des Fernsehens aus.

### In neuen Medien
Mit zunehmendem Erfolg sozialer Netzwerke im Internet wurde auch die Verwendung zur Publikation politischer Inhalte ausgetestet. Besonderes Aufsehen erregte der Präsidentschaftswahlkampf von Barack Obama im Jahr 2008, dessen ausgeprägter Einsatz neuer Medien wesentlich zum Wahlsieg beigetragen habe. Diese Strategie wurde auch von deutschen Politikern imitiert, blieb dabei jedoch meist erfolglos.
Neue Medien vereinen Eigenschaften von traditionell-medialer und persönlicher Politikvermittlung, indem sie trotz der großen Reichweite eine unmittelbare Rückkopplung durch einzelne Bürger ermöglichen. Der Politiker Peter Altmaier betont, dass somit „auch Formen der Kommunikation und Bürgeransprache [möglich werden], an die früher nicht zu denken war.“
Einen noch weiter gehenden Ansatz verfolgt die Software LiquidFeedback, die derzeit u. a. von mehreren Piratenparteien verwendet wird. Die Software ermöglicht es Nutzern, politische Inhalte zu kommentieren, eigene Alternativen vorzuschlagen und unterstützt so bei der Konsenssuche. Auch Netzpolitiker anderer Parteien sehen in dieser bidirektionalen Art der Politikvermittlung die Möglichkeit einer „Weiterentwicklung der Demokratie“, warnen aber zugleich, dass sie das klassische politische Handeln nicht vollkommen ersetzen können.

## Wissenschaftliche Untersuchung
Sprachliche Mechanismen der Politikvermittlung werden in der Politolinguistik untersucht.
Eine inhaltliche und strategisch-analytische Betrachtung findet im Rahmen der Politischen Soziologie statt.